# Guatteria leiocarpa
Guatteria leiocarpa är en kirimojaväxtart som beskrevs av Robert Elias Fries. Guatteria leiocarpa ingår i släktet Guatteria och familjen kirimojaväxter. Inga underarter finns listade i Catalogue of Life.